# Rede Internacional Judaica Antissionista
A Rede Internacional Judaica Anti-Sionista (IJAN) é uma rede de antissionistas Judeus comprometidos em "Opor-se ao Sionismo e ao Estado de Israel".

## Políticas e associação
Sara Kershnar e outros fundaram a Rede Internacional Judaica Anti-Sionista em 2008.
A IJAN vê o sionismo como um movimento racista e Israel como um estado de apartheid. A carta da organização afirma que "somos uma rede internacional de judeus que estão intransigentemente comprometidos com as lutas pela emancipação humana, da qual a libertação do povo e da terra palestinos é uma parte indispensável. Nosso compromisso é com o desmantelamento de Israel". apartheid, o retorno dos refugiados palestinos e o fim da colonização israelense da Palestina histórica." Apela à libertação incondicional de todos prisioneiros palestinos em Israel. O grupo também se opõe às guerras no Iraque e Afeganistão, capitalismo e Islamofobia.
Membros proeminentes da IJAN incluem a ativista feminista Selma James e a falecida sobrevivente do Holocausto Hajo Meyer. É composto por grupos nos Estados Unidos, Canada, India, Argentina, and several European countries.
Em 2014, mais de 300 sobreviventes do Holocausto e seus descendentes lançaram uma nota condenando o que chamam de "genocídio" de Israel na Faixa de Gaza, o anúncio publicado no New York Times e foi assinado por 40 sobreviventes do Holocausto e 287 descendentes e outros parentes, eles fizeram um apelo pela suspensão do bloqueio da Faixa de Gaza e por um boicote a Israel.